# Luisa Valieri
Luisa Valieri (Milano, 6 giugno 1958) è una fotografa italiana.

## Biografia
Luisa Valieri nasce a Milano nel 1958, figlia di Giuseppe Valieri, tra i fondatori dell’Art Directors Club Milano e grafico del quotidiano Il Giorno. Luisa frequenta il liceo artistico di Brera e nel 1978 trova lavoro come assistente da Christopher Broadbent, nel 1980 passa nello studio di Davide Mosconi. Nel 1981 apre il suo studio, si dedica alla fotografia di still life ed alla pubblicità. 
Le sue immagini tradiscono la perizia per la composizione e la costruzione dell'immagine dei suoi maestri. Nel 1982 l'agenzia Michele Rizzi le commissiona la campagna per l'acqua minerale Ferrarelle sotto la direzione artistica di Lele Panzeri e con i testi di Annamaria Testa.
La campagna Ferrarelle le spalanca le porte della pubblicità italiana e negli anni successivi Luisa Valieri lavora per Algida, Buitoni, Bauli, Ferrero, Leffe, Pago, Pernigotti, San Carlo, Barilla con Mulino Bianco, Rio Mare, Chiquita, Vallè, Kellogg’s, Autogrill, Nescafé. Nel 1986 Luisa vince il premio oro dell'Art directors club italiano per Pioneer, nel 1999 il premio argento per Buitoni  ed il premio oro Mediastar nel 2010 per Barilla.. 
Nel 2011 realizza la campagna "Quattro salti in padella" di Findus per l'agenzia McCann Worldgroup.
Nel 1998 insieme a Claudio Gaiaschi, suo compagno nella vita e nel lavoro, forma  Pesce Giallo, un gruppo di fotografi che si confrontano su idee e progetti e utilizzano spazi e servizi comuni. Tra i fotografi che aderiscono a Pesce Giallo ci sono Joe Oppedisano, Giacomo Giannini e Marco Ambrosi.  Con il nuovo millennio l'attività di Luisa Valieri si sposta sempre di più nella foto di food, sia pubblicitario che redazionale: realizza servizi fotografici sui migliori chef a Barcellona, Boston e Palermo per le testate Marie Claire e Gulliver, in tandem con Roberta Corradin, fotografa Gualtiero Marchesi. 
Luisa affianca  all'attività pubblicitaria e redazionale anche l’impegno per la divulgazione della fotografia di cibo e l'avanzamento professionale delle nuove leve.

## Opere
- C’è torta per te 2, Trenta Editore, 2011, ISBN 978-88-96923-24-5
- Omega Me, Trenta Editore, 2013, ISBN 978-88-96923-59-7
- (EN)  Dotted Visuals: Polka Dots in Contemporary Graphic Design, SendPoints Publishing Co. Ltd, 2016, ISBN 9789881470317

## Pubblicazioni
- L’Etichetta, maggio, 1991
- Zoom, marzo, 1998
- Marie Claire, maggio, 2001
- Marie Claire, giugno, 2001
- Gulliver, aprile, 2002
- Gulliver, maggio, 2003
- Foto Pratica, novembre, 2004

## Mostre
- Esposizione permanente, Galleria d’Arte Moderna e Contemporanea, Bergamo, [17]
- Photo Transfer si presenta, Galleria Il Diaframma, Milano, 1990
- Centofiori, immagini, simboli, messaggi di libertà, Galleria Carla Sozzani, Milano, 1995
- Obiettivo Mercantia, emozioni e sogni, Palazzo Pretorio, Certaldo, 2000
- Fiori di carta, Spazio cinquesensi, Milano, 2003
- Genova La Dolce, Polaroid SX 70, Genova, 2006
- FIPC Festival International de la Photographie Culinaire, Parigi, 2010